# ナデジダ・フニキナ＝ドバリシビリ
ナデジダ・フニキナ＝ドバリシビリ (ロシア語: Надежда Павловна Хныкина、グルジア語: ნადეჟდა დვალიშვილ-ხნიკინა、ローマ字:Nadezhda Khnykina-Dvalishvili、1933年6月24日 - )は、旧ソビエト連邦の女子陸上競技選手。短距離・跳躍競技の選手として1952年ヘルシンキオリンピックと1956年メルボルンオリンピックに出場。
ヘルシンキ大会では200mで、24.2秒で、オーストラリアのマージョリー・ジャクソン(Marjorie Jackson)、パック・ブラウワー(Puck Brouwer)に次いで銅メダルを獲得。4年後のメルボルン大会では、走幅跳でポーランドのエルジュビェタ・クシェシンスカ(Elżbieta Krzesińska)、アメリカのウィリー・ホワイト(Willye White)に次いで銅メダルを獲得した。

## 主な実績
| 年   | 大会         | 場所                       | 種目   | 結果 | 記録   |
| ---- | ------------ | -------------------------- | ------ | ---- | ------ |
| 1952 | オリンピック | ヘルシンキ(フィンランド)   | 200m   | 3位  | 24.2秒 |
| 1956 | オリンピック | メルボルン(オーストラリア) | 走幅跳 | 3位  | 6.07m  |